# Henryk Nagiel
Henryk Nagiel, (ur. 19 stycznia 1859 w Warszawie, zm. 17 grudnia 1899) –  pisarz, reporter, dziennikarz, felietonista, adwokat, historyk prasy polskiej w USA.

## Życiorys
W 1880 ukończył studia prawnicze na Cesarskim Uniwersytecie Warszawskim. Miał własną kancelarię adwokacką, jednocześnie pisał satyry, wiersze, felietony i opowiadania do prasy warszawskiej, m.in. do "Kolców" i "Muchy". W latach 1884–1885 współredagował Dziennik dla Wszystkich. W 1888 r. był kierownikiem literackiego działu czasopisma Wędrowiec. W latach 1889–1896 przebywał w Chicago w Stanach Zjednoczonych, gdzie współpracował z gazetami polonijnymi, m.in. z Dziennikiem Chicagoskim. Od 1896 przebywał we Lwowie i współpracował ze Słowem Polskim. Zmarł tamże w 1899.
Jest autorem pracy Dziennikarstwo polskie w Ameryce i jego 30-letnie dzieje (Chicago 1894) opartej na niedostępnych już dzisiaj materiałach prasowych.
Był encyklopedystą oraz edytorem Encyklopedii zbiór wiadomości z wszystkich gałęzi wiedzy – polskiej encyklopedii wydanej w latach 1898-1907 przez społeczną organizację edukacyjną Macierz Polska, która działała w Galicji w okresie zaboru austriackiego. Napisał w niej hasło Polacy w Ameryce .
Henryk Nagiel jest znany jako autor dwóch bardzo wczesnych powieści kryminalnych (pierwotnie określanych jako romanse), współczesnych postaci Sherlocka Holmesa Sir Arthura Conan Doylego. Ta bardziej znana to Tajemnice Nalewek – powieść rozgrywająca się w światku żydowskich kupców i bankierów. Wznawiana wielokrotnie w dwudziestoleciu międzywojennym i ekranizowana w 1921 (film nie zachował się). Po 1945 zapomniana.
Książki Henryka Nagiela są sukcesywnie wznawiane od 2013 roku w ramach serii ''Kryminały przedwojennej Warszawy''.

## Powieści
- Tajemnice Nalewek (1888, wznawiana w czasach II RP i w 2013)
- Sęp (1889[4], wznowiona 2014)
- Kara Boża idzie przez oceany (1896)